# Donald Duncan
Pour les articles homonymes, voir Duncan.
 (octobre 2009).
Si vous disposez d'ouvrages ou d'articles de référence ou si vous connaissez des sites web de qualité traitant du thème abordé ici, merci de compléter l'article en donnant les références utiles à sa vérifiabilité et en les liant à la section « Notes et références ».
Donald F. Duncan, Sr., né le 6 juin 1892 et mort le 15 mai 1971 est un homme d'affaires et inventeur américain, et le fondateur de la Duncan Toys Company.

## Biographie
Le nom de Donald Duncan est surtout associé au yo-yo ; le succès commercial de celui-ci et son statut d'icône durant le XXe siècle aux États-Unis et dans le monde étant en grande partie le fruit de ses efforts de marketing.
On attribue souvent à tort à Duncan l'invention du yo-yo. Le nom Yo-Yo était une marque commerciale de son entreprise de 1930 à 1965, jusqu'à ce que le procès Donald F. Duncan, Inc. v. Royal Tops Mfg. Co., 343 F.2d 655 (7th Cir. 1965) résulte en un arrêt de la cour d'appel fédérale statuant en faveur de la Royal Tops Company, argumentant que (le nom de la marque était désormais dans le domaine public). 
Cette règle a été largement critiquée[réf. nécessaire] en tant qu'erreur judiciaire par les historiens du droit. Si elle devait servir de précédent, elle pourrait mettre en danger de nombreuses autres marques ayant obtenu du succès, telles Frisbee, Slinky et Rollerblade.
Il fonda d'autres entreprises, parmi lesquelles Good Humor, une franchise de crèmes glacées et une société de fabrication de parcmètres. Une des innovations les plus notables attribuées à Duncan est le concept de premium incentive—une tactique de marketing dans laquelle le consommateur est incité à collectionner les preuves d'achat et à les utiliser pour des récompenses, telles de petits jouets ou des bons de ristourne.
Il mourut dans un accident d'automobile.